# Helina obscurisquama
Helina obscurisquama är en tvåvingeart som först beskrevs av Stein och Becker 1908.  Helina obscurisquama ingår i släktet Helina och familjen husflugor.
Artens utbredningsområde är Kanarieöarna. Inga underarter finns listade i Catalogue of Life.